# San Mamés de Campos
San Mamés de Campos es un municipio de la comarca de Tierra de Campos de la provincia de Palencia, comunidad autónoma de Castilla y León (España).
Es una de las localidades del Camino de Santiago del Norte: Ruta del Besaya.

## Geografía humana

### Demografía
Cuenta con una población de 49 habitantes (INE 2024).
| Gráfica de evolución demográfica de San Mamés de Campos entre 1842 y 2021                                             |
| |
| Población de derecho según los censos de población del INE. Población de hecho según los censos de población del INE. |

| 1900 | 1910 | 1920 | 1930 | 1940 | 1950 | 1960 | 1970 | 1981 | 1991 | 2001 | 2011 | 2016 |
| 478  | 464  | 407  | 438  | 398  | 412  | 315  | 245  | 186  | 138  | 103  | 69   | 50   |

## Monumentos y lugares de interés
- Iglesia parroquial de San Mamés: del siglo XVI, es de tres naves con bóvedas de arista. Cúpula con yeserías, portada en lado de la  Epístola de finales del siglo XVI. En la nave del Evangelio, un retablo rococó con una interesante escultura de la Virgen con el Niño del siglo XVI. En otro retablo barroco, otra escultura de San Sebastián, también del siglo XVI, de estilo de Berruguete. El Presbiterio goza de un retablo rococó de mediados del siglo XVIII, y en la nave de la Epístola, con un retablo barroco con varias esculturas; al lado, una capilla neoclásica, y en la sacristía, una cajonería rococó y cruz parroquial del siglo XVII. El templo sufrió hace años el hundimiento de su torre y ahora en su fachada se puede apreciar las obras de rehabilitación, llevadas a cabo con materiales diferentes a los originales.

- Ermita de San Juan: aunque en origen este templo cosntituyó la primitiva iglesia de la localidad, bajo la advocación de San Juan, es hoy una ermita ubicada a las afueras del pueblo retirada del culto religioso. Destaca su portada del románico tardío.

- Zona recreativa: situada metros más abajo de la iglesia parroquial, cuenta con una amplia chopera en la que se ha habilitado una zona recreativa con mesas y barbacoas.

- Restos de calzada romana: se trata de la calzada que desde Burdeos a Astorga. En concreto el tramo entre Abia de las Torres y Lacóbriga. Ésta eale de Carrión por el Camino de San Mamés, en parte coincidiendo con la actual carretera. Atraviesa San Mamés, donde se constatan restos romanos (1), y continúa por la actual carretera. Cuando entra en el término municipal de Villaherreros se separa de la carretera al norte por el llamado Camino de los Peregrinos. En todo este camino se encuentran restos de empedrado y es bien conocido en la comarca la gran cantidad de piedra que levantan los arados en las zonas en las que ha sido roturado.

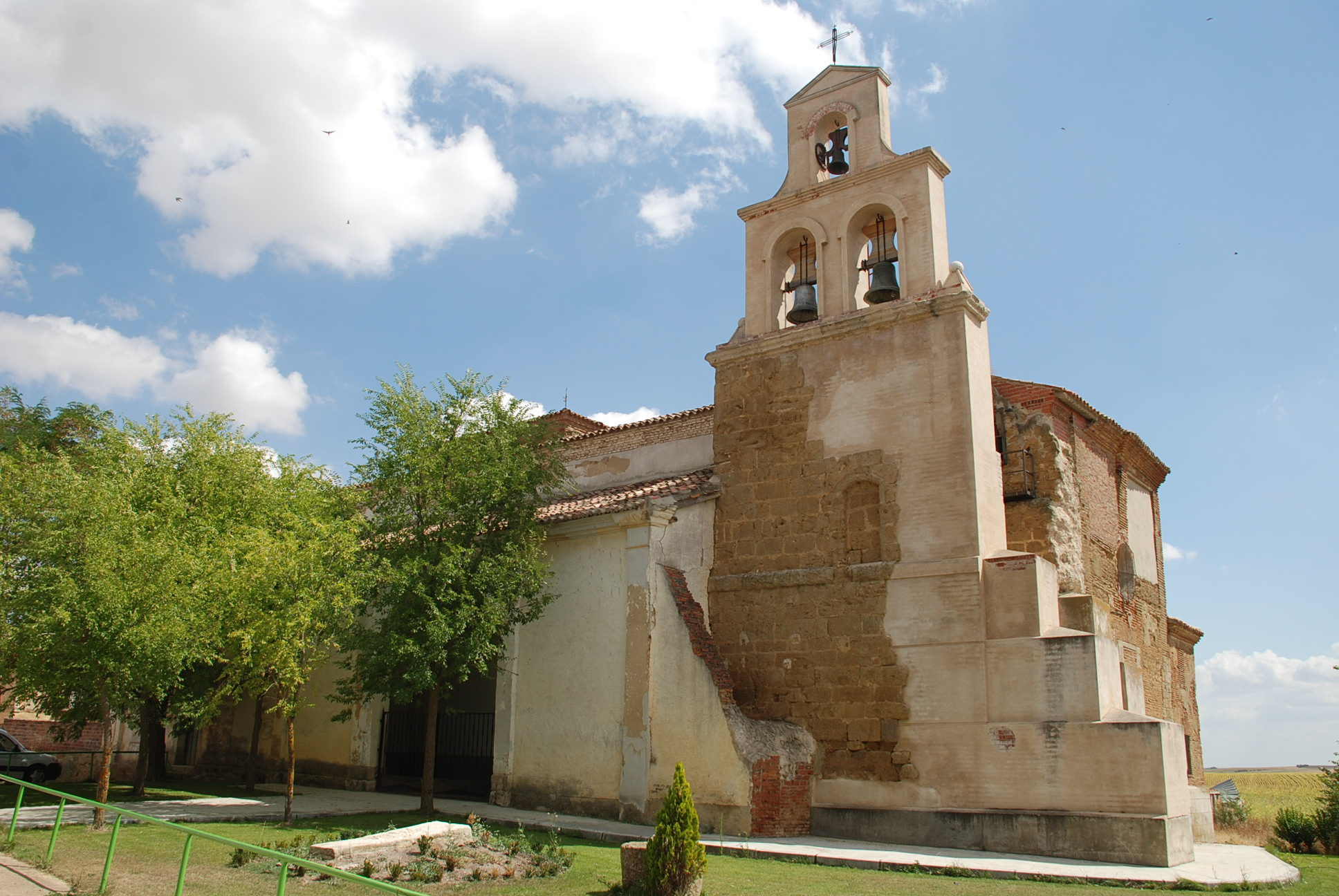
Vista general de la Iglesia de San Mamés de Campos.
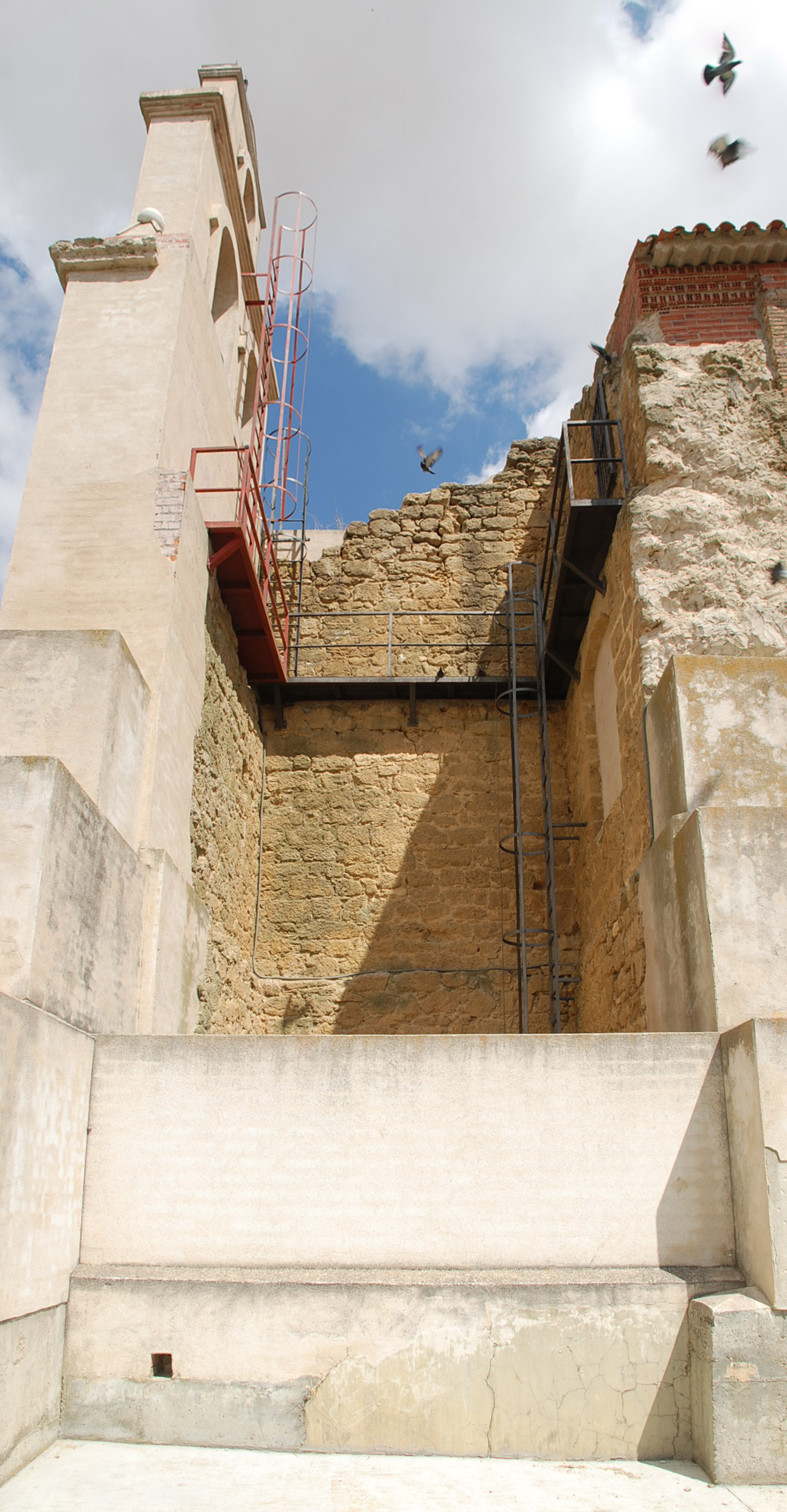
Vista de los restos del arranque de la torre primitiva en la Iglesia de San Mamés de Campos.
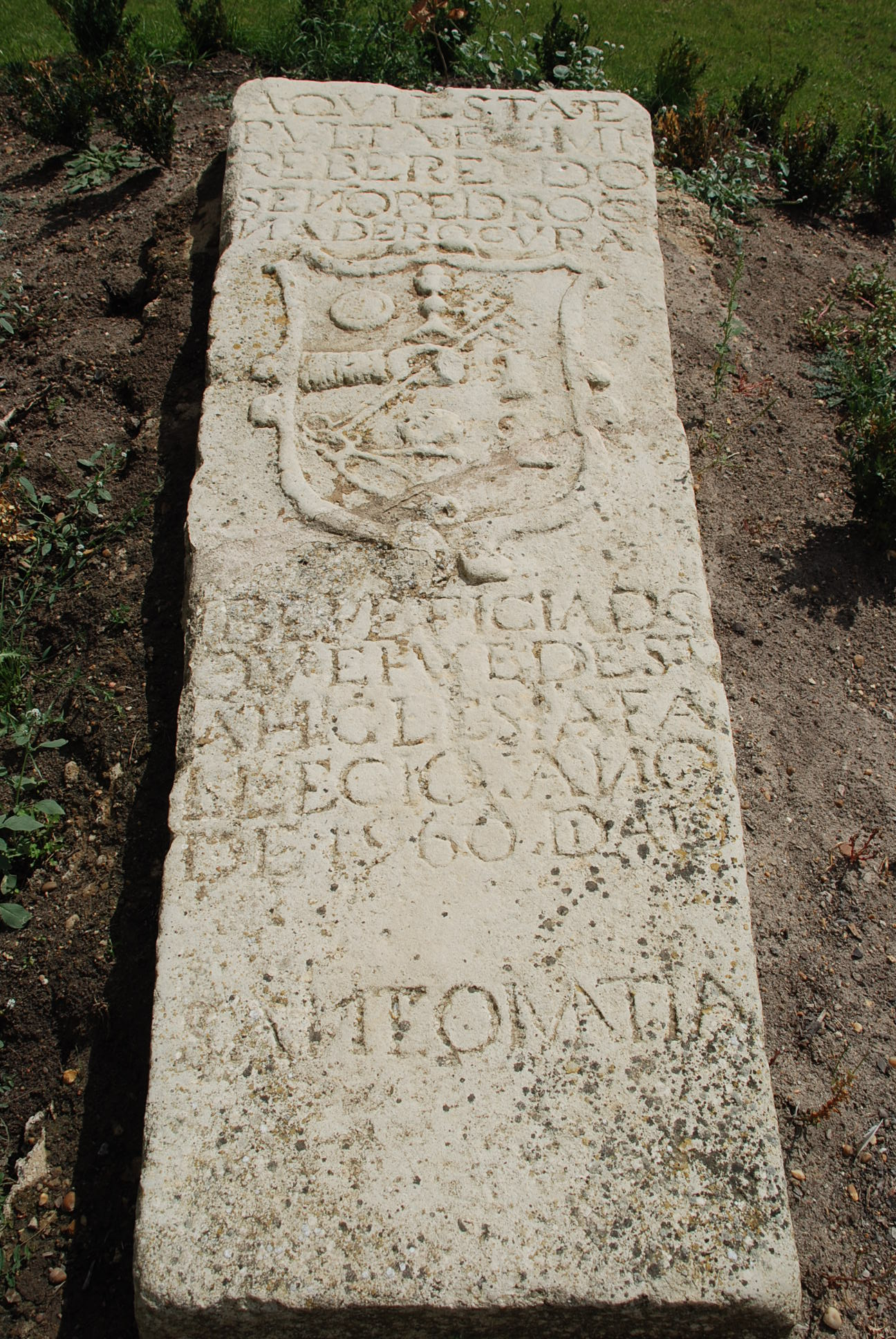
Lápida del Señor Cura y benefiado Don Pedro Ganadero, fechada en 1560 en la Iglesia de San Mamés de Campos.
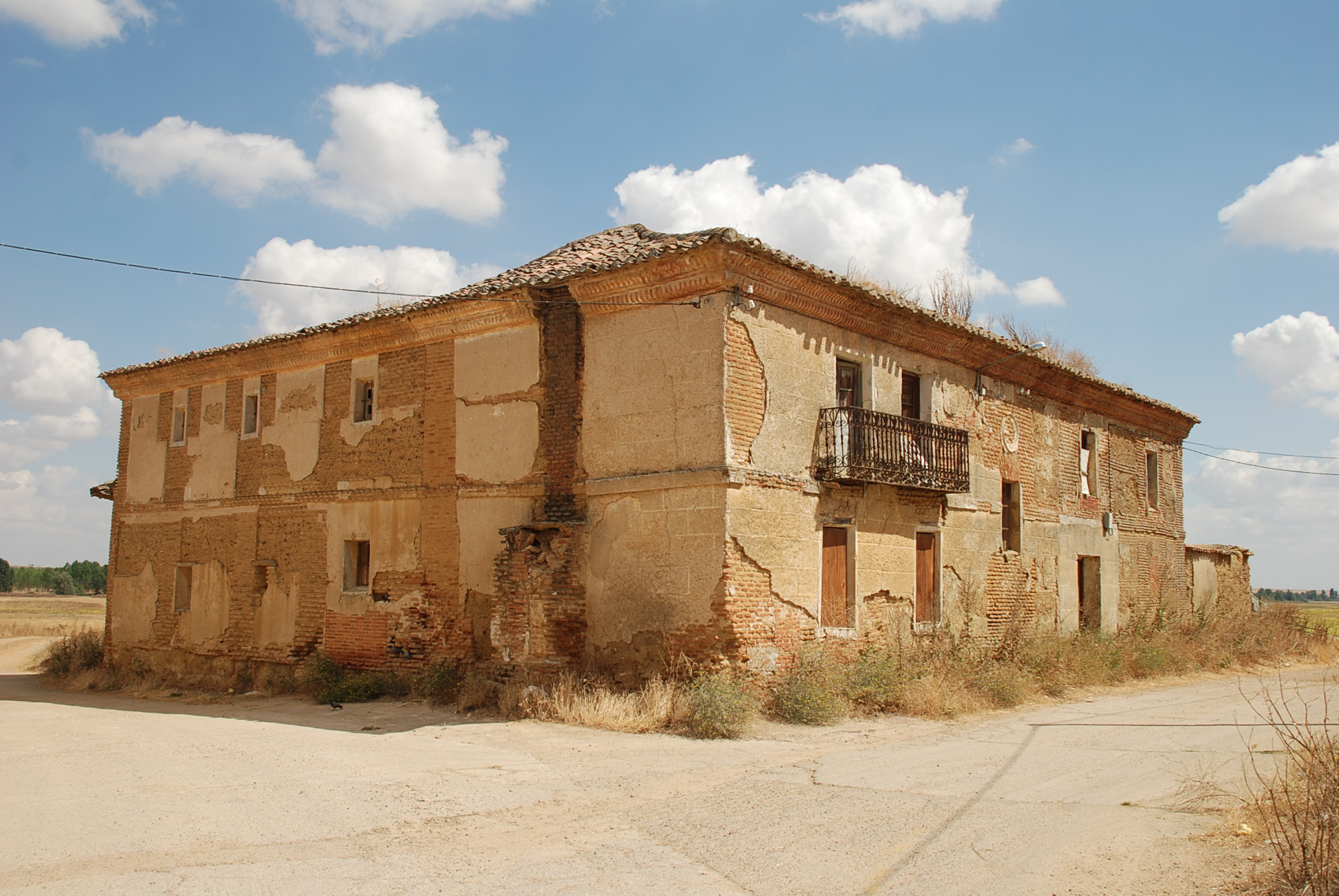
Ruinas de casa solariega.
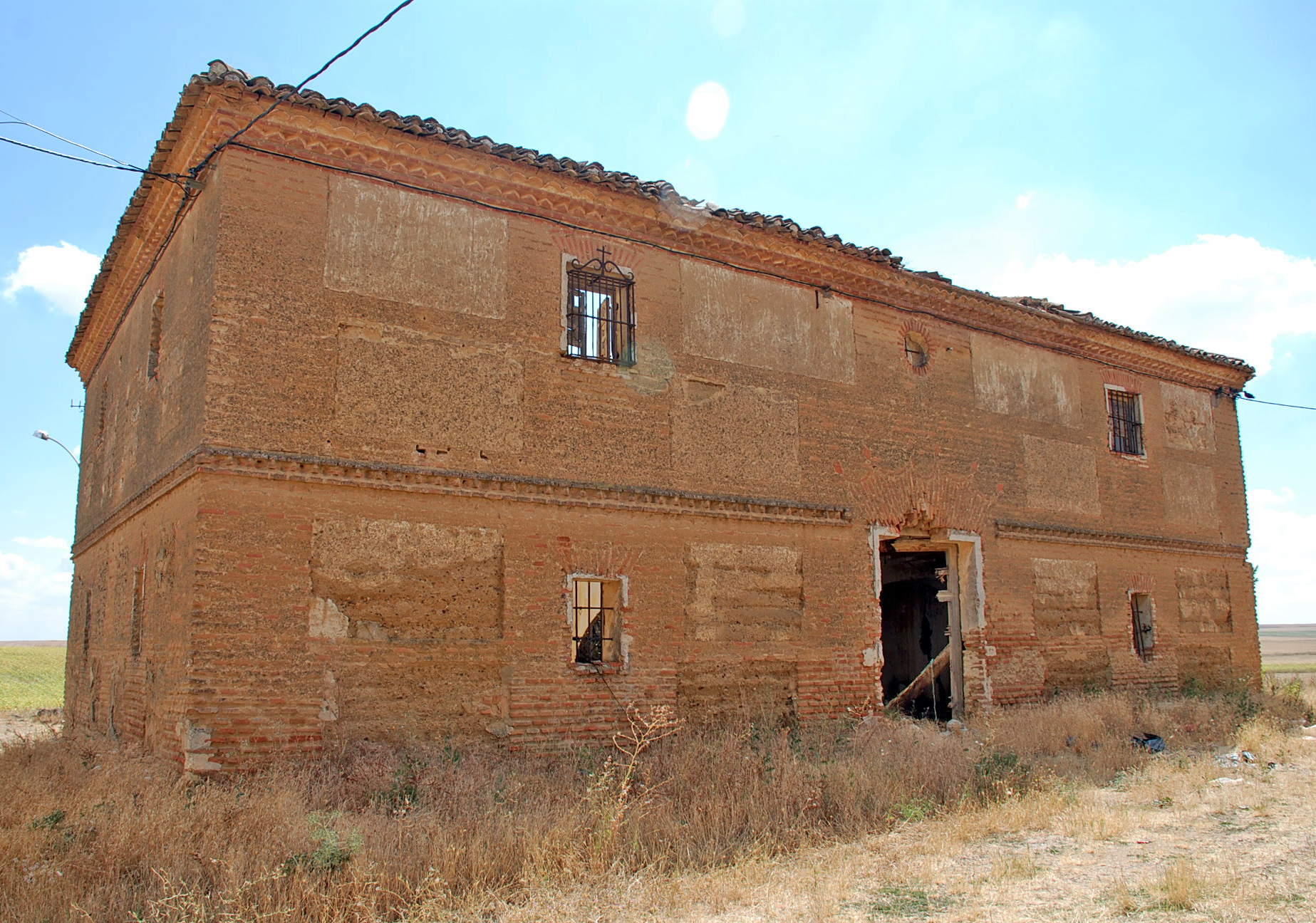
Ruinas de casa solariega.
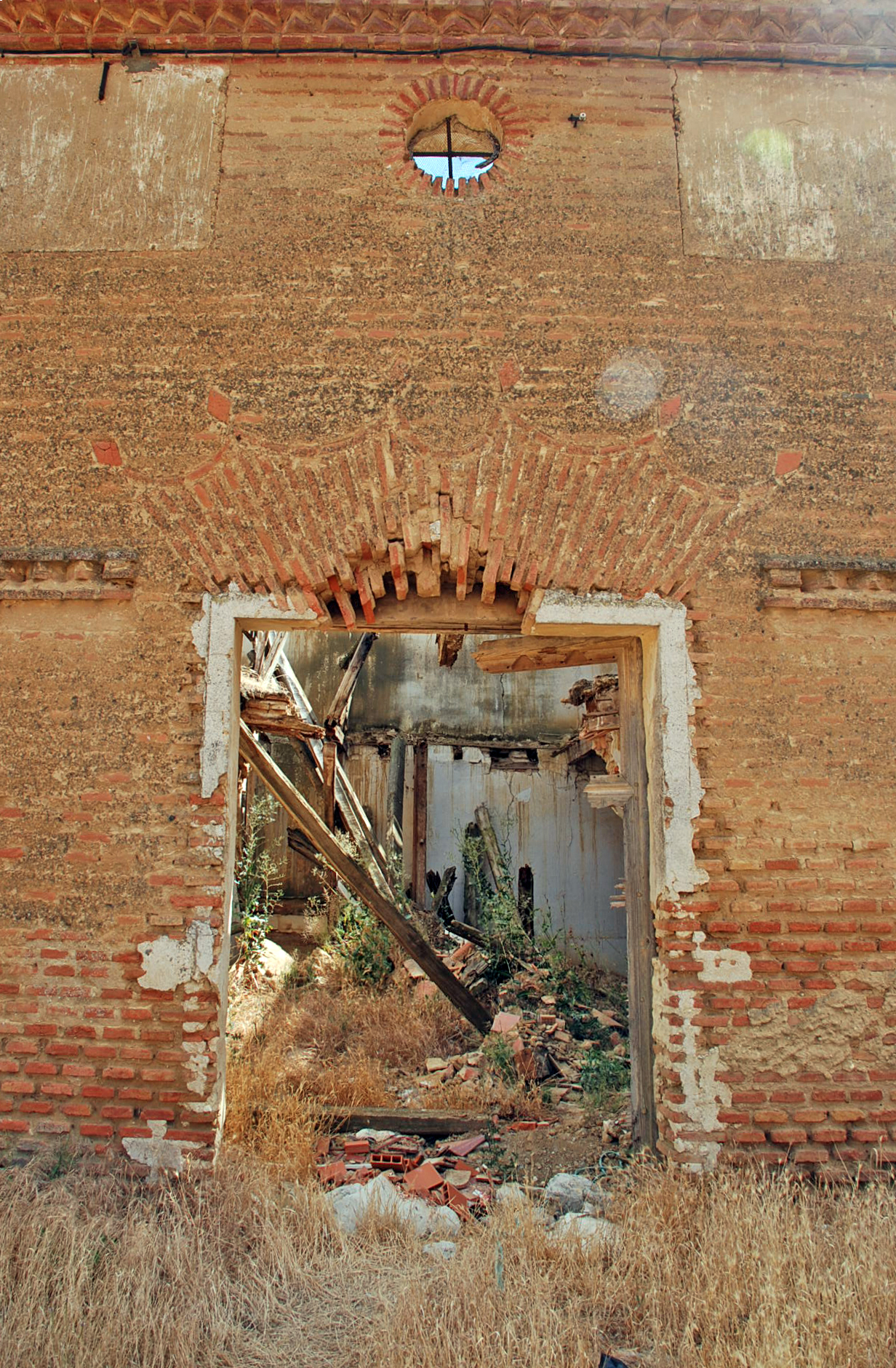
Restos de Arco.
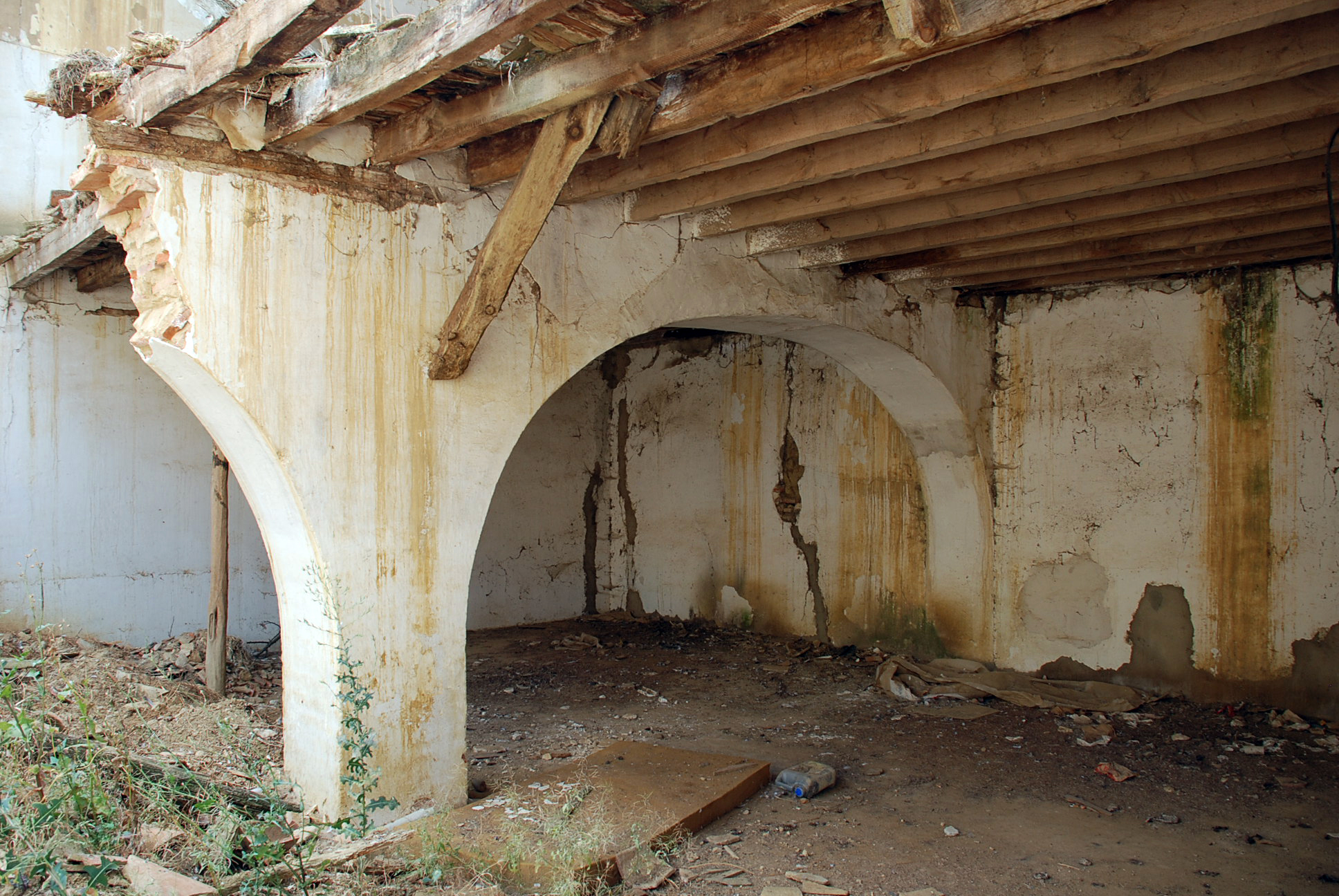
Ruinas de casa solariega.
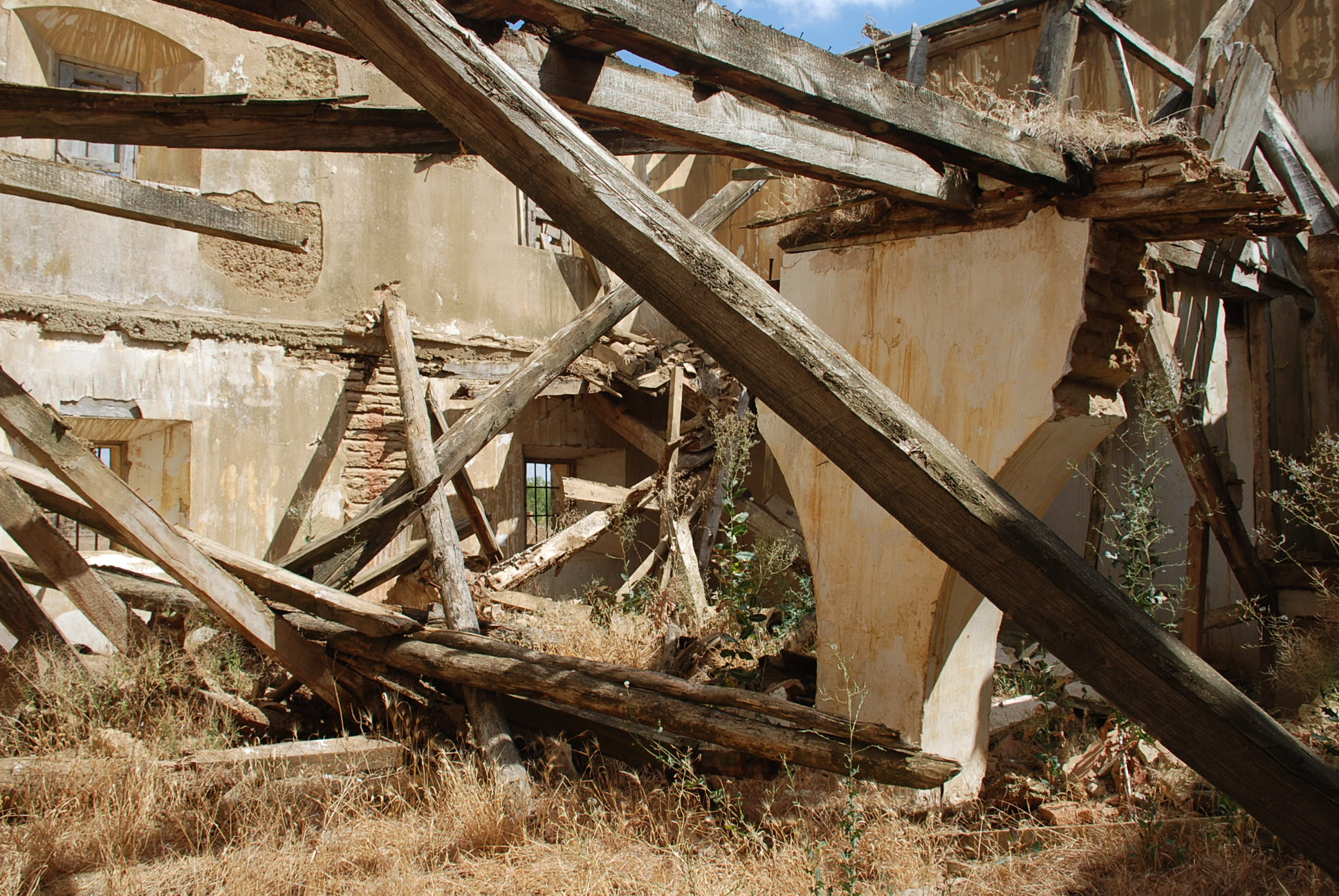
Ruinas de casa solariega.
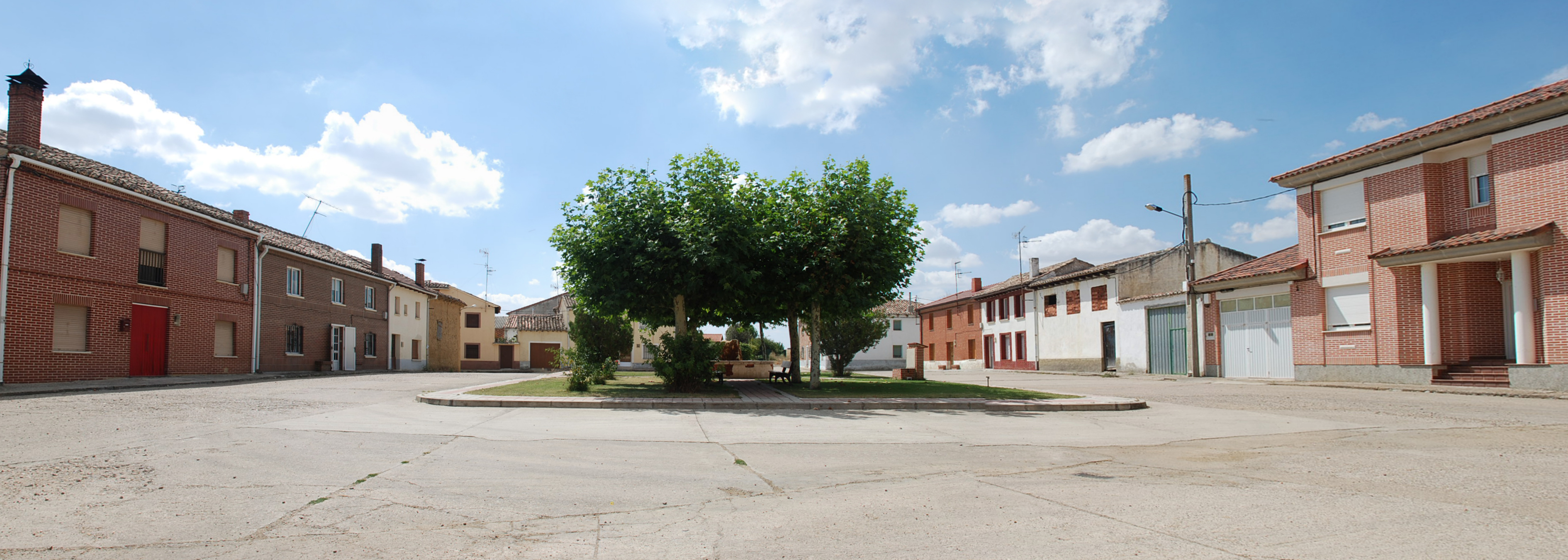
Vista general de la Plaza Mayor.
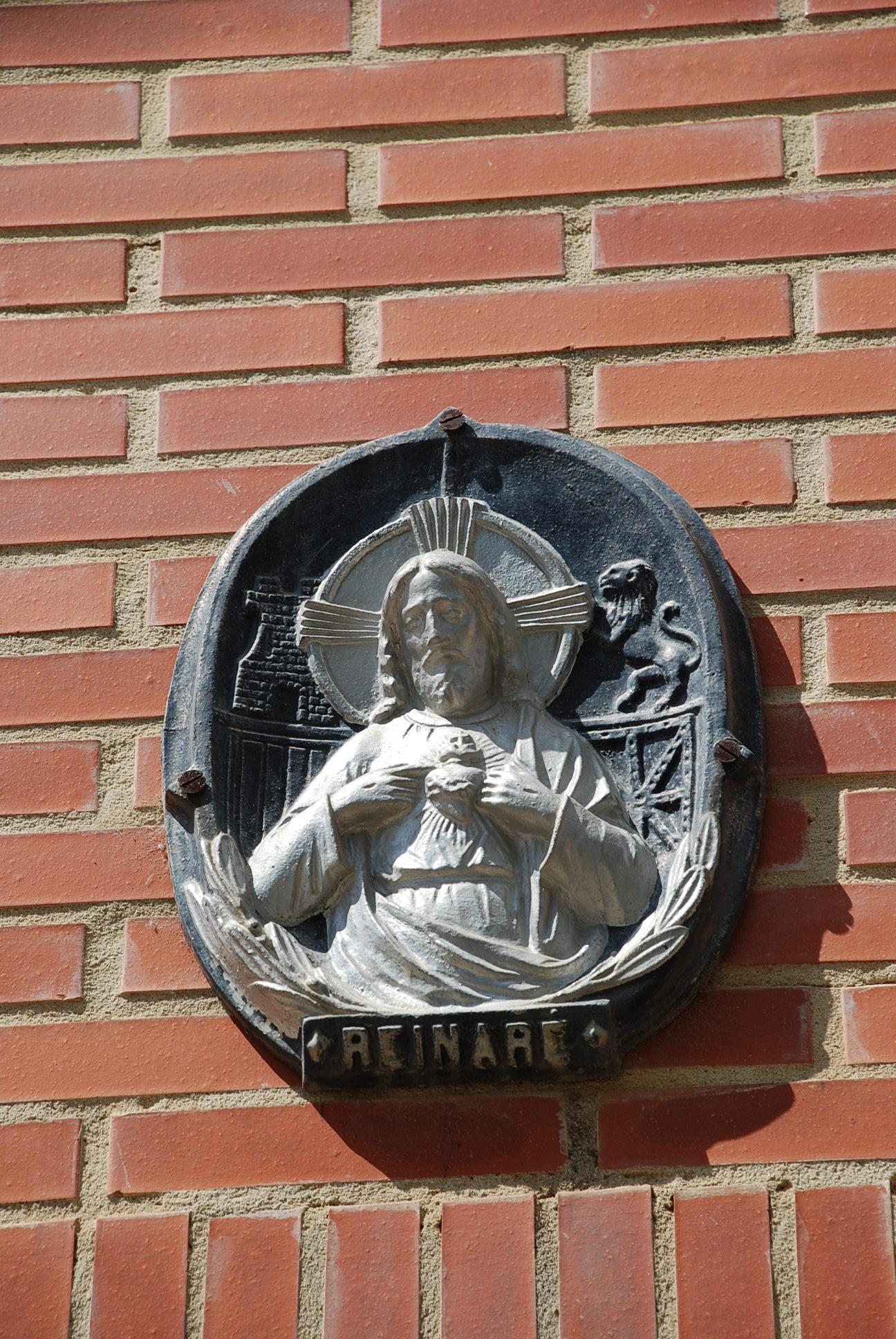
Sagrado Corazón en San Mamés de Campos.
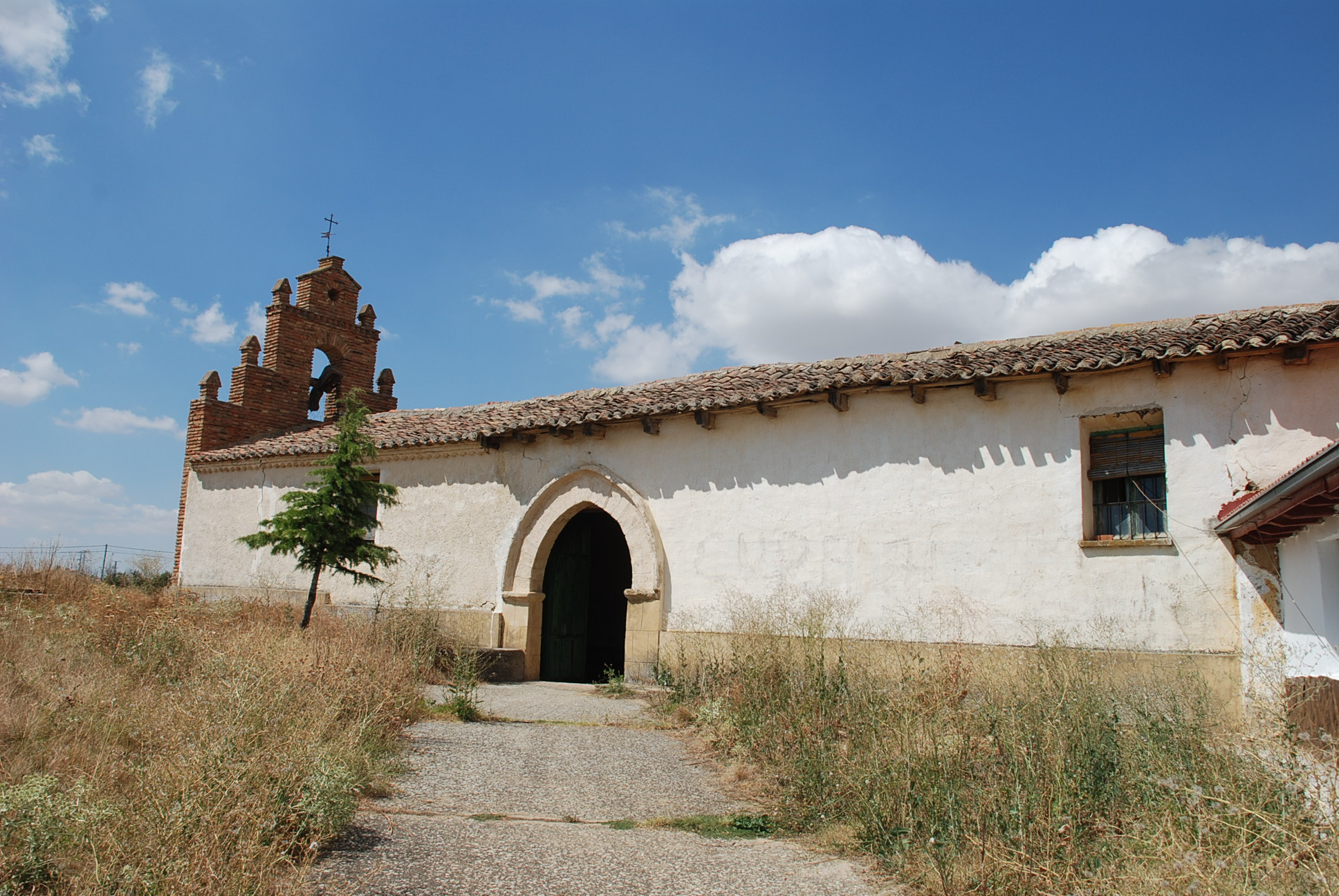
Ermita de San Juan.
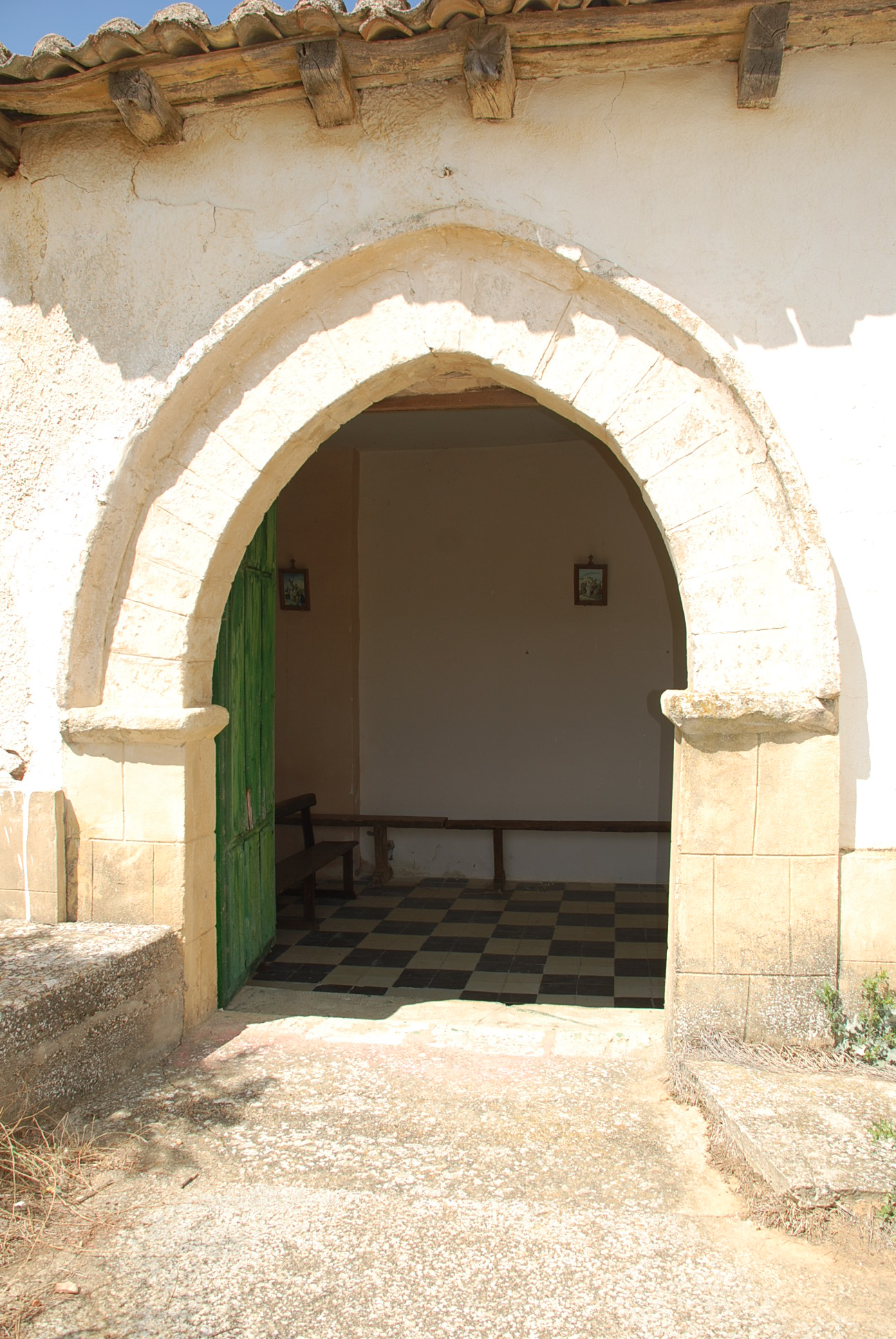
Arco de la Ermita de San Juan.
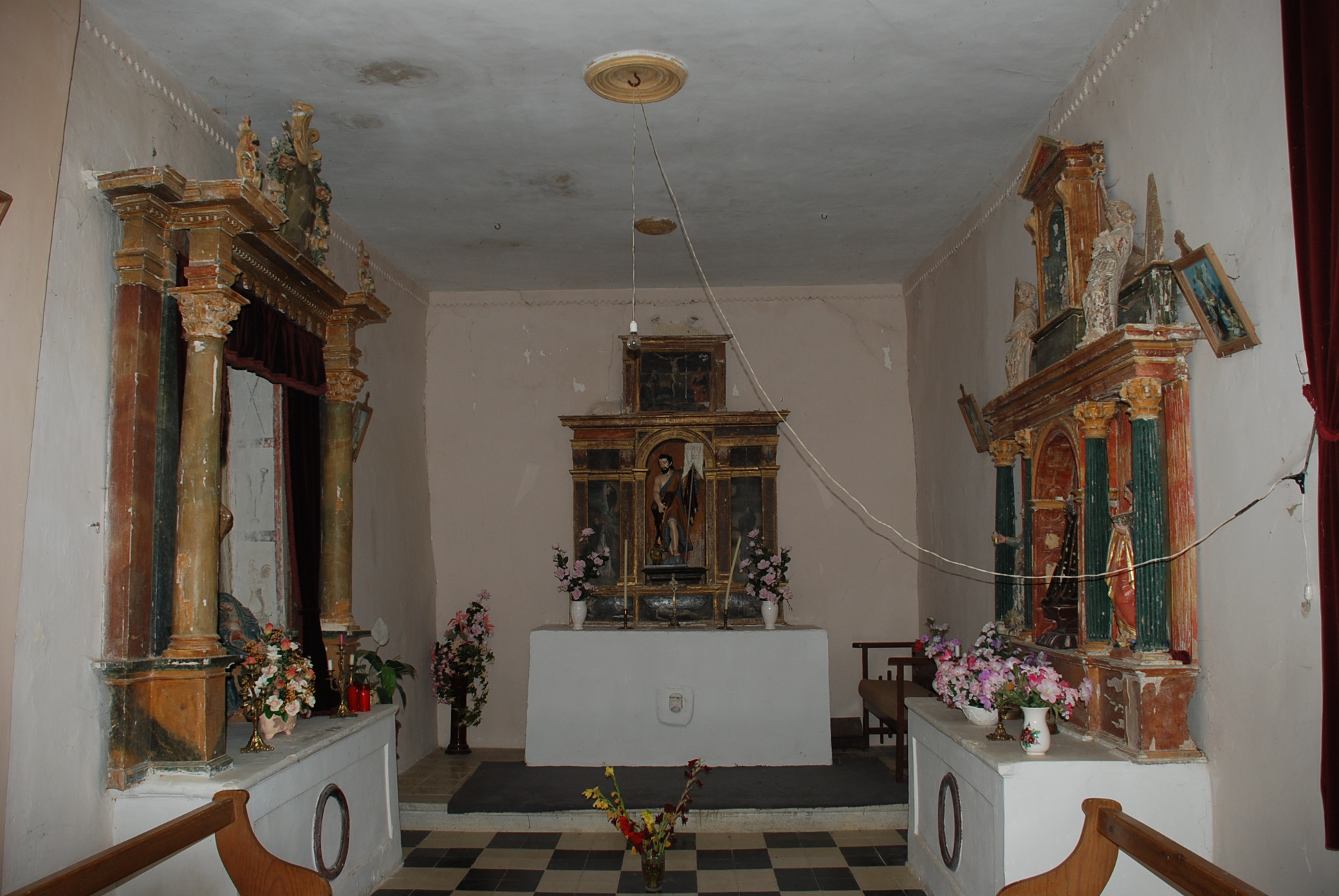
Interior Ermita de San Juan en San Mamés de Campos.